# Karl-Marx-Statue (Trier)

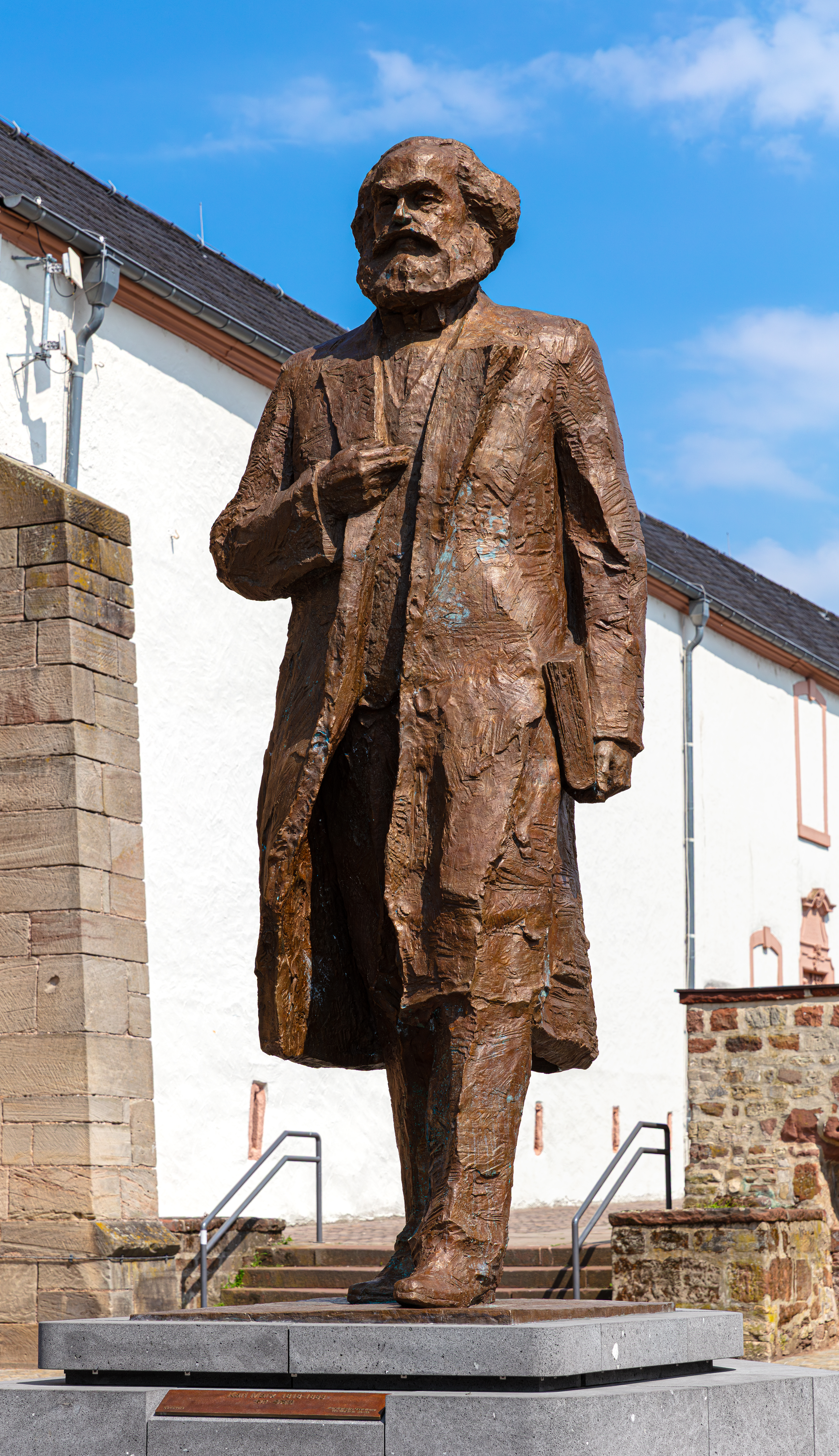
Die Trierer Karl-Marx-Statue (2018)

Die Karl-Marx-Statue ist ein Denkmal auf dem Simeonstiftplatz in Trier. Sie wurde am 5. Mai 2018 zum 200. Geburtstag von Karl Marx in seiner Geburtsstadt enthüllt. Das Werk des Bildhauers Wu Weishan ist ein Geschenk der Volksrepublik China.

## Beschreibung

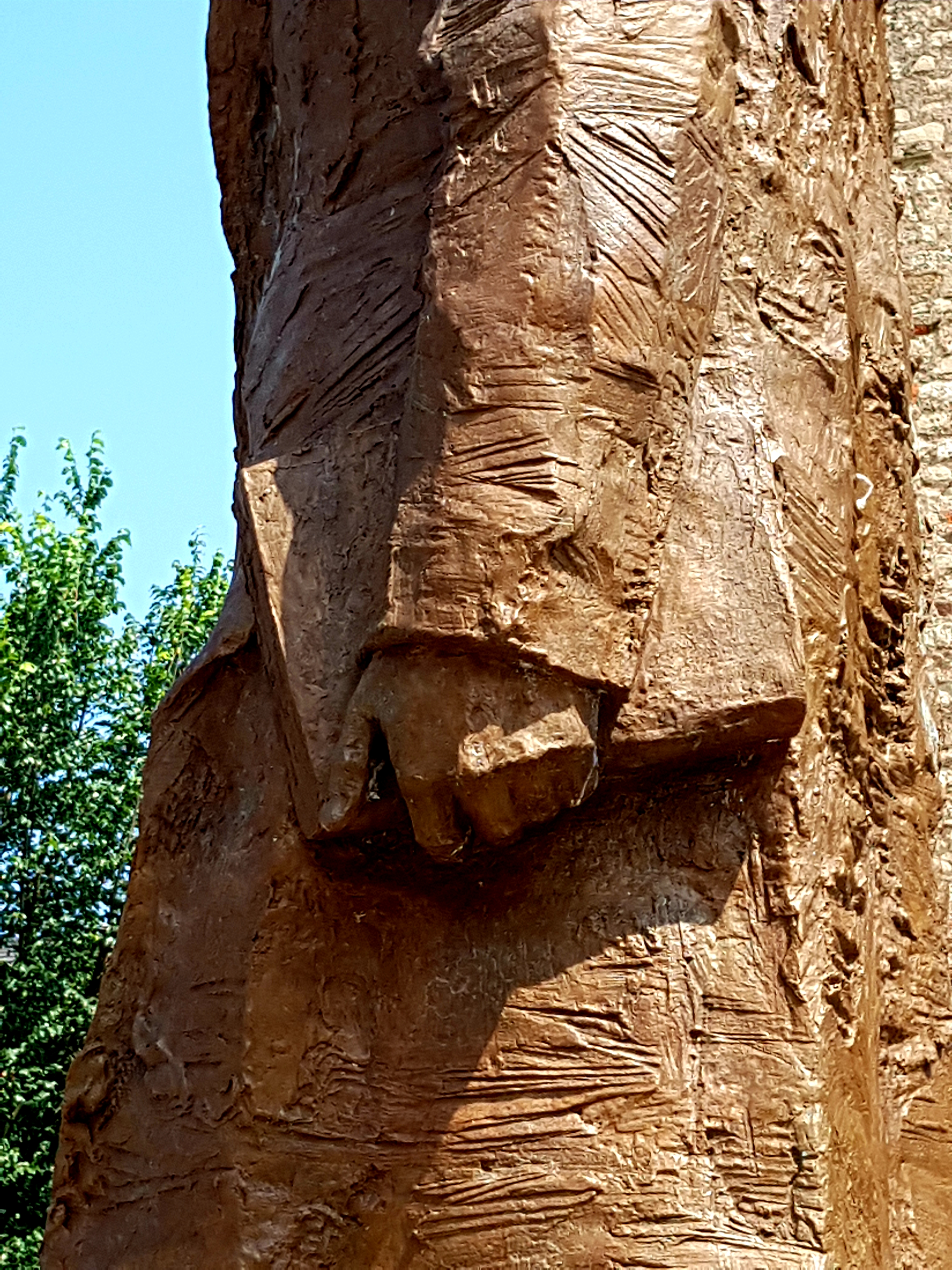
Oberflächenstruktur, Detail: linke Hand mit Buch, das die Weiterbildung der Menschheit symbolisiert (2018)

Die Bronzestatue ist 2,3 Tonnen schwer und einschließlich Sockel 5,50 Meter hoch, eine Anspielung auf Marx’ Geburtsdatum am 5. Mai des Jahres 1818. Der fünfeckige Sockel besteht aus Beton, der mit Basaltplatten verkleidet ist, die Statue aus Bronze.
Die Figur stellt Marx in älteren Lebensjahren vorwärts schreitend mit einem Buch in der linken Hand dar. Wu gab ihm das Buch als Symbol für die Weiterbildung der Menschheit bei. Marx’ rechte Hand greift zum Revers des Gehrocks. Der Blick ist in die Ferne gerichtet, das Kinn wirkt leicht vorgeschoben, die Stirn gerunzelt.
Die fünf Ecken des abgetreppten Sockels weisen auf die Städte, in denen Marx wirkte oder zu denen er einen besonderen Bezug hatte: Trier, Berlin, Hamburg als Sitz seines Verlegers Otto Meissner, Paris und schließlich London.
Laut Beschreibung des Künstlers lehnt sich die Statue an „westlichen Realismus“ an, der zu Marx’ Zeiten vorgeherrscht habe, kombiniert mit einem „chinesischen Impressionismus“. An anderer Stelle schrieb er: „Die Statue ist im modernen chinesischen freihändig-expressionistischen Xieyi-Stil modelliert, der die Gestalt von Karl Marx nicht nur korrekt und feinsinnig wiedergibt, sondern vielmehr danach strebt, seine geistige Welt abzubilden!“
Wus Absicht war es, Marx in aller Größe darzustellen, mit entschlossenem Blick. Die langen Haare und der lange Mantel sollen seine Weisheit verkörpern. Wu sagte während des Entstehungsprozesses, was das Werk zeigen soll: „Karl Marx’ Gedanken drehen sich um die Welt. Er ist überzeugt, dass alles in Bewegung ist und sich verändert.“ Marx in einer Vorwärtsbewegung zu zeigen entschied sich Wu, um dessen Bedeutung nicht nur in seiner Zeit, sondern ebenso für die Zukunft darzustellen.

## Vorgeschichte
Ursprünglich sollte der 200. Geburtstag Marx’ zum Anlass genommen werden, vor dem Karl-Marx-Haus, seinem Geburtshaus, ein Denkmal in Lebensgröße aufzustellen, das die Volksrepublik China schenken wollte. Dann kündigte China eine viel größere Statue an, für die der Platz vor dem Gebäude nicht ausgereicht hätte. So musste ein anderer Standort gefunden werden.
Wu selbst wies die Leser der China Daily in einem Vorbericht zur Enthüllung des Denkmals darauf hin, dass in Deutschland ein solches Projekt soziale Beteiligung erfordere. Bevor ein Denkmal im öffentlichen Raum aufgestellt werde, erklärte er, gebe es wiederholte Diskussionen in Medien und die Entscheidung eines Parlaments. Das Denkmal war vor der Aufstellung umstritten. Im Stadtrat wurde debattiert, ob ein Geschenk aus China angenommen werden solle, das von einem staatsnahen Künstler geschaffen werde. Wu ist Mitglied der Kommunistischen Partei Chinas und einer der Künstler, die vom Staat bevorzugt beauftragt werden, wenn es um politisch wichtige Standbilder geht. Von einem „vergifteten Geschenk“ war im Kommunalparlament Triers die Rede, eine Annahme ehre den Schenkenden, was die Kommunistische Partei Chinas nicht verdiene. Eine Mehrheit von SPD, CDU, der Linken und Teilen der Grünen stimmte für das Denkmal, eine Minderheit aus der Grünen-Fraktion, die FDP und die AfD lehnten den Vorschlag ab.

## Kosten
Die Kosten für die Herstellung des Denkmals, den Sockel und für den Transport von China nach Trier trug die Volksrepublik China. Die Stadt Trier übernahm die Kosten für die Erdarbeiten, das Fundament, die Pflasterung und die Beleuchtung in Höhe von 39.000 Euro. Insgesamt kostete das Denkmal 92.500 Euro.

## Schenkung als Teil chinesischer Außenpolitik
Diese und andere Schenkungen von Marx- und Engels-Statuen werden als Teil einer neuen chinesischen Außenpolitik unter Staatspräsident Xi Jinping gewertet. Damit wolle China sein Ansehen heben, statt wie früher lediglich Infrastrukturprojekte in Osteuropa und Afrika zu fördern, seinen Einfluss weltweit ausbauen und die ihm wegen seiner wirtschaftlichen Stärke nach eigener Auffassung endlich zustehende Führungsrolle übernehmen.
Ebenfalls eine Schenkung aus China ist das Engels-Denkmal in Wuppertal. Dort setzte die Stadt ihren Wunsch gegen China nicht durch, Friedrich Engels als jungen Revolutionär in Lebensgröße statt überlebensgroß und als alten Mann zu zeigen. Sie erreichte jedoch, Engels nicht auf einen Sockel zu stellen.

## Enthüllung

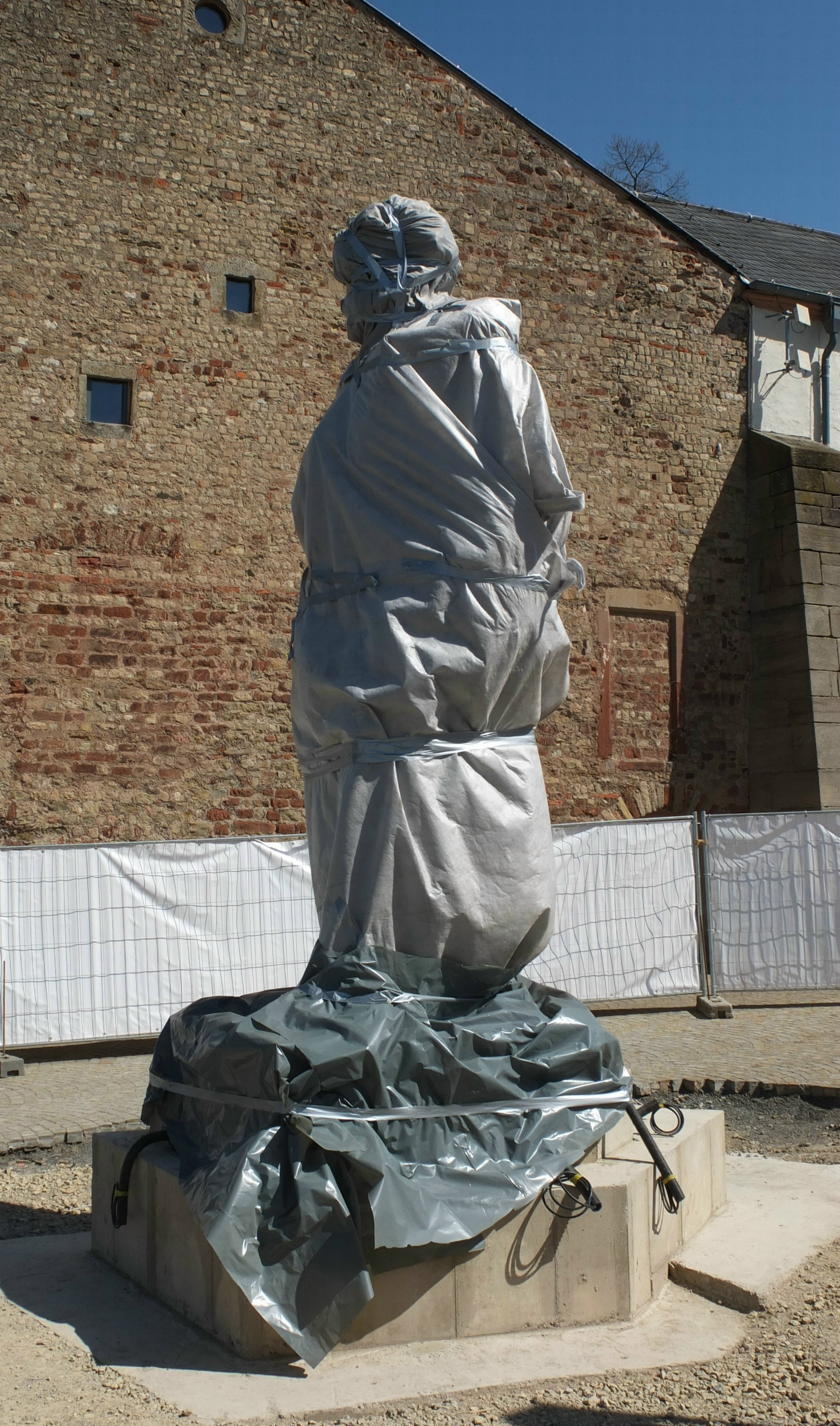
Die Statue verhüllt, vor der Einweihung (2018)

Zur Enthüllung am 5. Mai 2018 kamen zahlreiche Ehrengäste. Zu den Rednern zählten Oberbürgermeister Wolfram Leibe, Triers Baudezernent Andreas Ludwig, die rheinland-pfälzische Ministerpräsidentin Malu Dreyer, Shi Mingde, Botschafter Chinas in Berlin, Guo Weimin, Vizeminister des Informationsbüros des Staatsrates der Volksrepublik China, und der Schöpfer der Statue, der Bildhauer Wu Weishan.

## Reaktionen
Vor der Enthüllung des Denkmals schrieb Ralf Nestmeyer als Vizepräsident und Writers-in-Prison-Beauftragter des PEN-Zentrum Deutschland einen Offenen Brief an den Trierer Oberbürgermeister Wolfram Leibe. Nestmeyer rief dazu auf, das Denkmal so lange nicht zu enthüllen, bis die chinesische Dichterin und Malerin Liu Xia, Witwe des Friedensnobelpreisträgers Liu Xiaobo, aus dem Hausarrest entlassen worden sei und aus China ausreisen dürfe. Liu Xia wurde 2010 unter Hausarrest gestellt; sie ist Ehrenmitglied im PEN-Zentrum.
Der Historiker Hubertus Knabe, Leiter der Gedenkstätte Berlin-Hohenschönhausen, wandte sich gegen die Aufstellung einer „Kolossalstatue“ in Trier. Sie seien typisch für Monarchien und Diktaturen, nicht für Demokratien. Für viele Opfer des Kommunismus sei es schwer erträglich, dass in einer westdeutschen Stadt wieder ein solches Denkmal errichtet werde. Von einem „vergifteten Geschenk“ sprach wie Trierer Kommunalpolitiker auch Ulrich Delius von der Gesellschaft für bedrohte Völker, es stamme aus einem Land, das Staatsterror gegen die eigene Bevölkerung ausübe.
Am Tag der Enthüllung gab es in Trier mehrere Demonstrationen. Aktivisten der in China verbotenen Falun-Gong-Bewegung hielten eine Mahnwache ab. Eine Demonstration, veranstaltet von einem Bündnis aus Linken und DKP, stand unter dem Motto „Ein Zeichen gegen Kapitalismus und Ausbeutung“. Die AfD veranstaltete einen Schweigemarsch, um an die Opfer des Kommunismus zu erinnern. Gegen den AfD-Auftritt wiederum gab es eine weitere Demonstration.
Am 10. Mai 2018 wurde ein an der Statue befestigtes Banner in Brand gesetzt, die Feuerwehr löschte das Feuer. Nach Angaben der Polizei entstand kein weiterer Sachschaden.